# Glapa da Bernícia
Glapa da Bernícia foi o segundo rei da Bernícia, governando entre 559 a 560. Sucedeu Ida, fundador do Reino da Bernícia. Nada se sabe de sua vida e reinado. As primeiras autoridades divergem sobre a ordem e os anos dos reis entre a morte de Ida e início de Etelfrido de (592/593).